# أندريس سكوتي
أندريس سكوتي بونس دي ليون (بالإسبانية: Andrés Scotti Ponce de León)‏ (مواليد 14 ديسمبر 1975 في مونتيفيديو) لاعب كرة قدم أوروغواياني يلعب حاليا في نادي كولوكولو التشيلياني .

## روابط خارجية
- أندريس سكوتي على موقع الاتحاد الدولي (مؤرشف)  (الإنجليزية)
- أندريس سكوتي على موقع إي إس بي إن إف سي (الإنجليزية)
- أندريس سكوتي على موقع قاعدة بيانات كرة القدم.إي يو (الإنجليزية)
- أندريس سكوتي على موقع ناشيونال فوتبول تيمز (الإنجليزية)
- أندريس سكوتي على موقع Soccerway.com (الإنجليزية)
- أندريس سكوتي على موقع عالم كرة القدم.نت (الإنجليزية)
- أندريس سكوتي على موقع كووورة